# Hrabstwo Dakota (Nebraska)
Hrabstwo Dakota (ang. Dakota County) – hrabstwo w stanie Nebraska w Stanach Zjednoczonych. Obszar całkowity hrabstwa obejmuje powierzchnię 267,42 mil2 (692,62 km²). Według danych z 2010 r. hrabstwo miało 21 006 mieszkańców. Hrabstwo powstało 7 marca 1855 roku, a jego nazw pochodzi od indiańskiego plemienia Dakotów, którzy zamieszkiwali tereny tego hrabstwa.

## Sąsiednie hrabstwa
- Hrabstwo Union (Dakota Południowa) (północ)
- Hrabstwo Woodbury (Iowa) (wschód)
- Hrabstwo Thurston (południe)
- Hrabstwo Dixon (zachód)

## Miasta
- Dakota City
- South Sioux City

## Wioski
- Emerson
- Homer
- Hubbard
- Jackson